# Harold Bauer

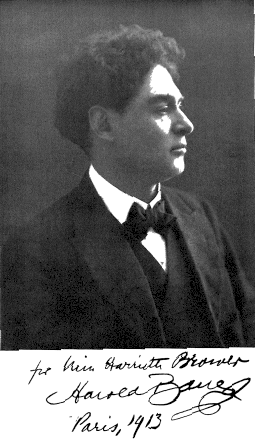
Harold Bauer

Harold Bauer, född 28 april 1873 och död 12 mars 1951, var en brittisk pianist.
Bauer var elev bland annat till Ignaz Paderewski. Han har under vidsträckta konsertresor i Europa och Amerika även besökt Skandinavien. Bauer, som 1919 grundade The Beethoven association of New York, i vilken stad han efter första världskriget var aktiv.